# 仙台白百合短期大学
仙台白百合短期大学（日语：／ Sendai Shirayuri Tanki Daigaku *）是过去一所位于日本宫城县仙台市泉区的私立短期大学。

## 概要

### 简介
- 学校最早可以追溯到1893年[1]。短期大学为于1966年开办[2][1]、由学校法人白百合学园经营、来源于法兰西人女传教士创立的仙台女学校[1]、由于教育的基础是天主教。招生到于2001年、停办于2003年[3]。

### 历史
- 1966年 宫城学院女子短期大学成立并同时设置家政科分离为两个专攻、以下列举[1]。
  - 一般家政专攻（改名为家政专攻于1980年、以后招生到于1995年）[3]
  - 食物营养专攻（以后招生到于1995年）[3]
- 1987年 英语科成立[1][3]。
- 2001 招生最后、次年停止招生（正式停办于2003年8月8日[3]）。

## 学校环境
- 校区：在了宫城县仙台市泉区[注 1]

## 历任校长
- 野下绫子：第一代短期大学校长[4]。

## 组织

### 学科
- 家政科
  - 家政专攻[注 2]
  - 食物营养专攻[注 2]
- 英语科

### 专科
| - 没有 |

### 业余课程
| - 没有 |

## 知名校友
- 平矶良子 - 女演员
- 小松明子 - 女播音员

## 相关链接
- 日本短期大学列表
- 白百合短期大学